# Monte Alverstone
Il monte Alverstone (o Boundary Peak 180) è una montagna appartenente alla catena dei monti Sant'Elia, posta al confine tra Alaska e il territorio dello Yukon. All'interno del suo massiccio si trova il più alto monte Hubbard a sud e il monte Kennedy a est.
Ha un'altezza di 4.420 metri sul livello del mare.
La prima scalata risale al 1951 ad opera di Walter Wood, Peter Wood, Robert Bates, Nicholas Clifford.